# Bucher Peak
Der Bucher Peak ist mit 2446 m einer der höchsten Nebengipfel des Mount-Murphy-Massivs im westantarktischen Marie-Byrd-Land. Er ragt in der westzentralen Gipfelregion des Massivs auf.
Der United States Geological Survey kartierte ihn anhand eigener Vermessungen und Luftaufnahmen der United States Navy aus den Jahren von 1959 bis 1966. Das Advisory Committee on Antarctic Names benannte ihn 1976 nach dem deutsch-US-amerikanischen Geologen und Paläontologen Walter Hermann Bucher (1889–1965).